# Sitio de los Dólmenes de Antequera
El Sitio de los dólmenes de Antequera es un bien cultural integrado por una serie de tres monumentos culturales (dolmen de Menga, dolmen de Viera y tholos de El Romeral) y dos monumentos naturales (La Peña de los Enamorados y El Torcal) presentes en el municipio español de Antequera, provincia de Málaga. La institución cultural responsable de su tutela es el Conjunto Arqueológico Dólmenes de Antequera.
Fue declarado Patrimonio Mundial de la Unesco en 2016, detallando los siguientes cuatro bienes individuales (con el área protegida delimitada):
- 1501-001: El dolmen de Menga y el dolmen de Viera (3,6 ha);
- 1501-002: El tholos de El Romeral (3.9 ha);
- 1501-003: La Peña de los Enamorados (258.8 ha);
- 1501-004: El Torcal de Antequera (2.180 ha).

## La declaración como Patrimonio Mundial

### Valor universal excepcional
Para que un bien sea declarado Patrimonio de la Humanidad tiene que demostrar que posee un Valor Universal Excepcional, es decir, que posee una importancia extraordinaria que trasciende las fronteras nacionales y es de interés para las generaciones presentes y venideras de toda la humanidad.
UNESCO exige la justificación de al menos uno de los seis criterios marcados para el patrimonio cultural por la Convención sobre la Protección del Patrimonio Mundial Cultural y Natural (1972) para demostrar el Valor Universal Excepcional del bien. La propuesta del Sitio de los dólmenes de Antequera se basa en uno de ellos (i), e ICOMOS en su informe definitivo incorpora dos más (iii, iv).
- Criterio (i): «representar una obra maestra del genio creador humano». El dolmen de Menga representa una obra maestra de la arquitectura adintelada megalítica (tradición atlántica), a base de ortostatos y cobijas, única por sus enormes dimensiones que llevan al límite constructivo la tipología de sepulcro de corredor, incorporando una solución inédita de pilares intermedios; de igual modo, el tholos de El Romeral complementa el catálogo de construcciones megalíticas con una solución abovedada por aproximación de hiladas a base de mampostería (tradición mediterránea).

- Criterio (iii): «aportar un testimonio único, o al menos excepcional, sobre una tradición cultural o una civilización viva o desaparecida». Tanto el dolmen de Menga como el tholos de El Romeral presentan orientaciones anómalas, como pone de manifiesto el profesor Michael Hoskin cuando constata que el 99,99% de los dólmenes del arco mediterráneo tienen una orientación de tipo celeste, es decir, vinculada a la salida del sol en el amanecer de los equinoccios (como sucede en el dolmen de Viera). Sin embargo Menga se orienta al perfil antropomorfo de La Peña de los Enamorados, y concretamente al abrigo de Matacabras donde se ha localizado pintura rupestre.[4] Por su parte, El Romeral se orienta a la sierra de El Torcal donde está la Cueva de El Toro (orientación terrestre) y al mediodía del sol en el solsticio de invierno (orientación celeste). Además, en este eje Menga-La Peña se encuentra ubicado El Romeral. De este modo, los dólmenes de Antequera construyen un paisaje megalítico único por la singular relación intrínseca que establecen con los elementos naturales.

- Criterio (iv): «ser un ejemplo eminentemente representativo de un tipo de construcción o de conjunto arquitectónico o tecnológico, o de paisaje que ilustre uno o varios periodos significativos de la historia humana». Los tres monumentos megalíticos son reflejo de una etapa de la historia de la humanidad en la que se construyeron los primeros monumentos ceremoniales en Europa occidental, según las dos grandes tradiciones constructivas del megalitismo (dintel y bóveda por aproximación de hiladas). Se trata de una propuesta original en la Lista del Patrimonio Mundial ya que no se trata de un bien mixto (donde a los valores culturales de unos bienes se sumarían los naturales de los otros) sino de una integración consciente y de estrecho diálogo entre la arquitectura megalítica y el paisaje. Se produce un fenómeno de ‘monumentalización paisajística’ por el que los hitos naturales adquieren el valor de monumentos mientras que las construcciones se presentan bajo la apariencia de paisaje natural.

Por último, la autenticidad de los megalitos está contrastada cuando numerosos investigadores coinciden en la adscripción al Neolítico de Menga (arquitectura adintelada) y al Calcolitico de El Romeral (arquitectura abovedada por aproximación de hiladas); y la integridad también queda demostrada al mantener todos sus elementos constitutivos en unas buenas condiciones de conservación.

### Antecedentes
- 1986: visita del director general de la UNESCO Amadou-Mahtar M’Bow al conjunto dolménico a invitación del director general de Bienes Culturales Bartolomé Ruiz González.
- 1997: se redacta la primera propuesta de declaración del Conjunto Arqueológico Dólmenes de Antequera.

### Cronología de la candidatura
- 2009: aprobación por unanimidad por parte del Parlamento de Andalucía de una Proposición no de Ley que insta al Consejo de Gobierno de la Junta de Andalucía al inicio del expediente.[5][6][7]
- 2011: se celebra en Antequera el Seminario sobre Megalitismo y Convención de Patrimonio Mundial, organizado por la UNESCO, el Gobierno de España y la Junta de Andalucía en el ámbito de trabajo del Programa Temático de Patrimonio Mundial HEADS. Evolución Humana: Adaptaciones, Migraciones y Desarrollos Sociales, en marcha desde el año 2008. Investigadores nacionales e internacionales (especialistas en prehistoria, conservación, arqueoastronomía, paisaje, arte rupestre, geología) y gestores de sitios de Patrimonio Mundial se reúnen con el objetivo de valorar el megalitismo como fenómeno universal y debatir la teoría y prácticas contemporáneas en gestión, conservación, investigación y difusión.
- 2011: la Junta de Andalucía, a propuesta de la directora general de Bienes Culturales, Margarita Sánchez Romero, eleva al Consejo del Patrimonio Histórico Español la candidatura para remitirla a la UNESCO.
- 2012: UNESCO incluye el Sitio de los dólmenes de Antequera en la Lista Indicativa del Patrimonio Mundial.[8]
- 2014: el Consejo del Patrimonio Histórico Español ratifica la propuesta como la única Candidatura española para 2015 a la Lista Representativa del Patrimonio Mundial de la UNESCO.[9][10][11]
- 2015: se presenta la propuesta definitiva al Gobierno de España, quien lo remite a la UNESCO.[12] En septiembre tiene lugar la Misión de Evaluación[13][14][15] por parte de la arqueóloga Margaret Gowen, designada por ICOMOS como responsable y en diciembre el panel de expertos de ICOMOS se reúne en París[16][17] y emite un primer informe,[18] solicitando la aclaración de algunos puntos.[19]
- 2016: en febrero el Gobierno de España entrega la documentación solicitada[20][21] e ICOMOS emite en mayo el informe definitivo de evaluación, valorando positivamente la candidatura.[22][23] Durante la 40.ª sesión del Comité de Patrimonio Mundial de la UNESCO celebrada en Estambul (Turquía)[24][25] se aprobó su inclusión en la Lista Representativa del Patrimonio Mundial de UNESCO.[26][27][28][29][30][31][32][33]

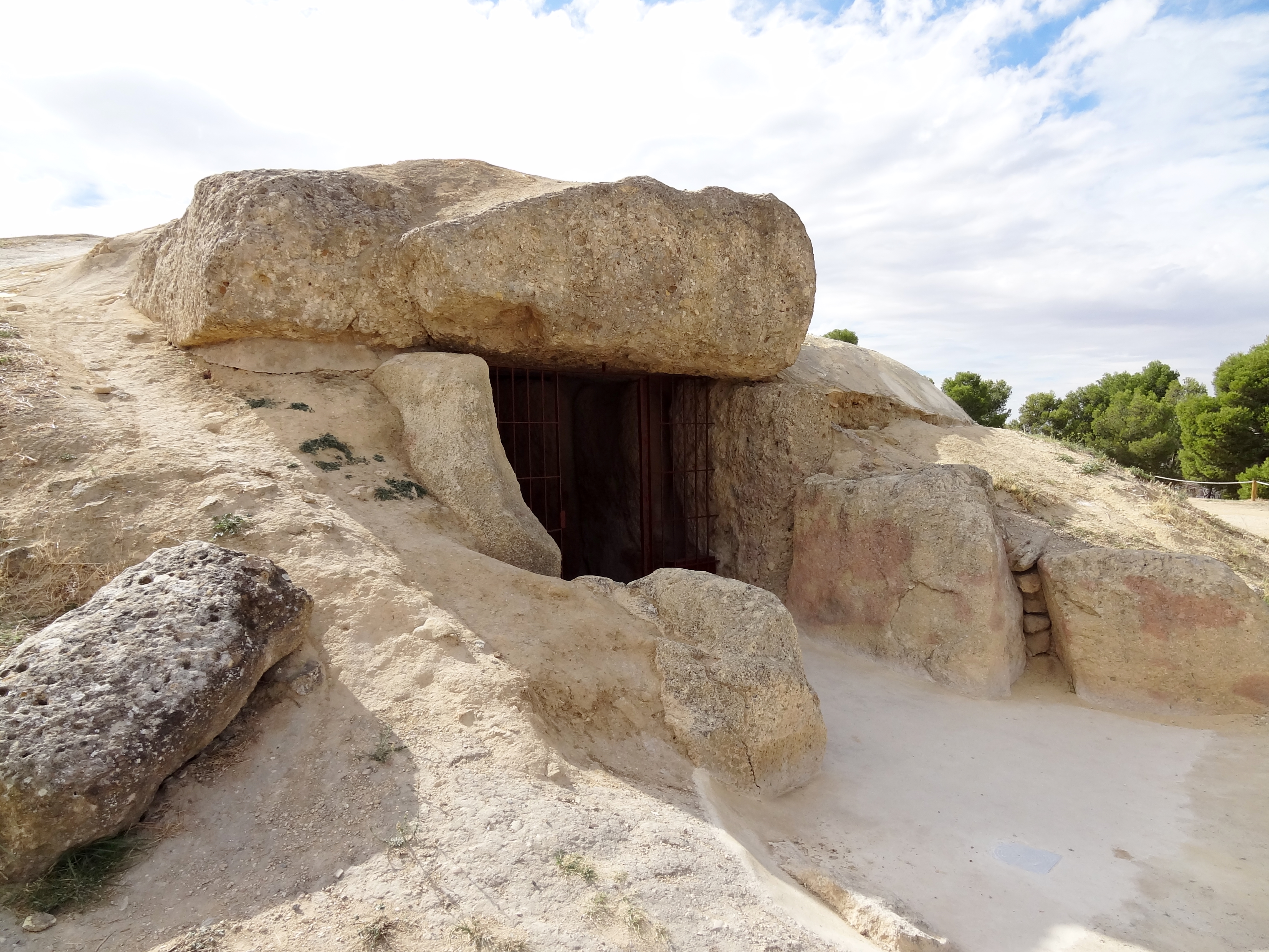
Dolmen de Menga
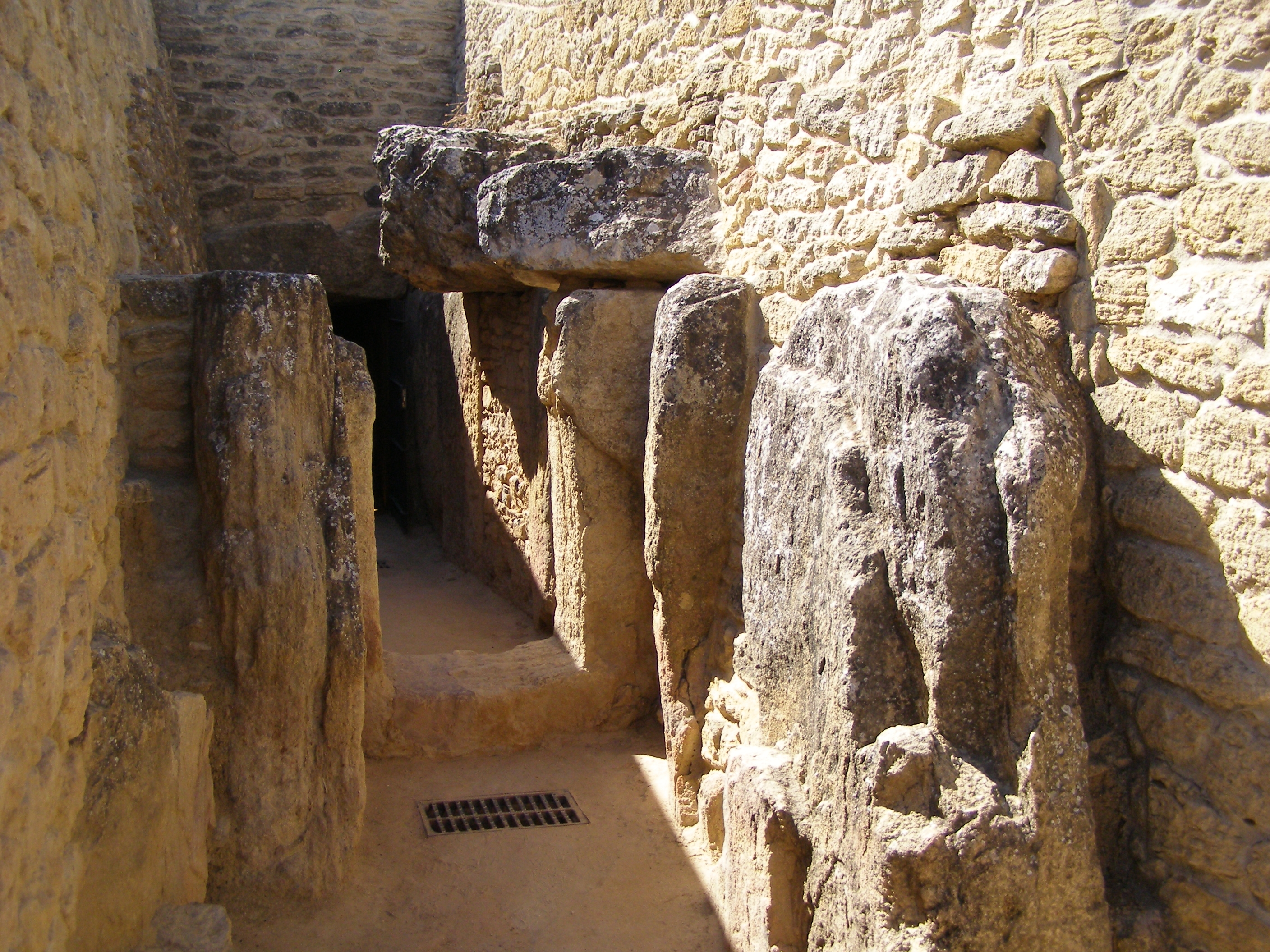
Dolmen de Viera
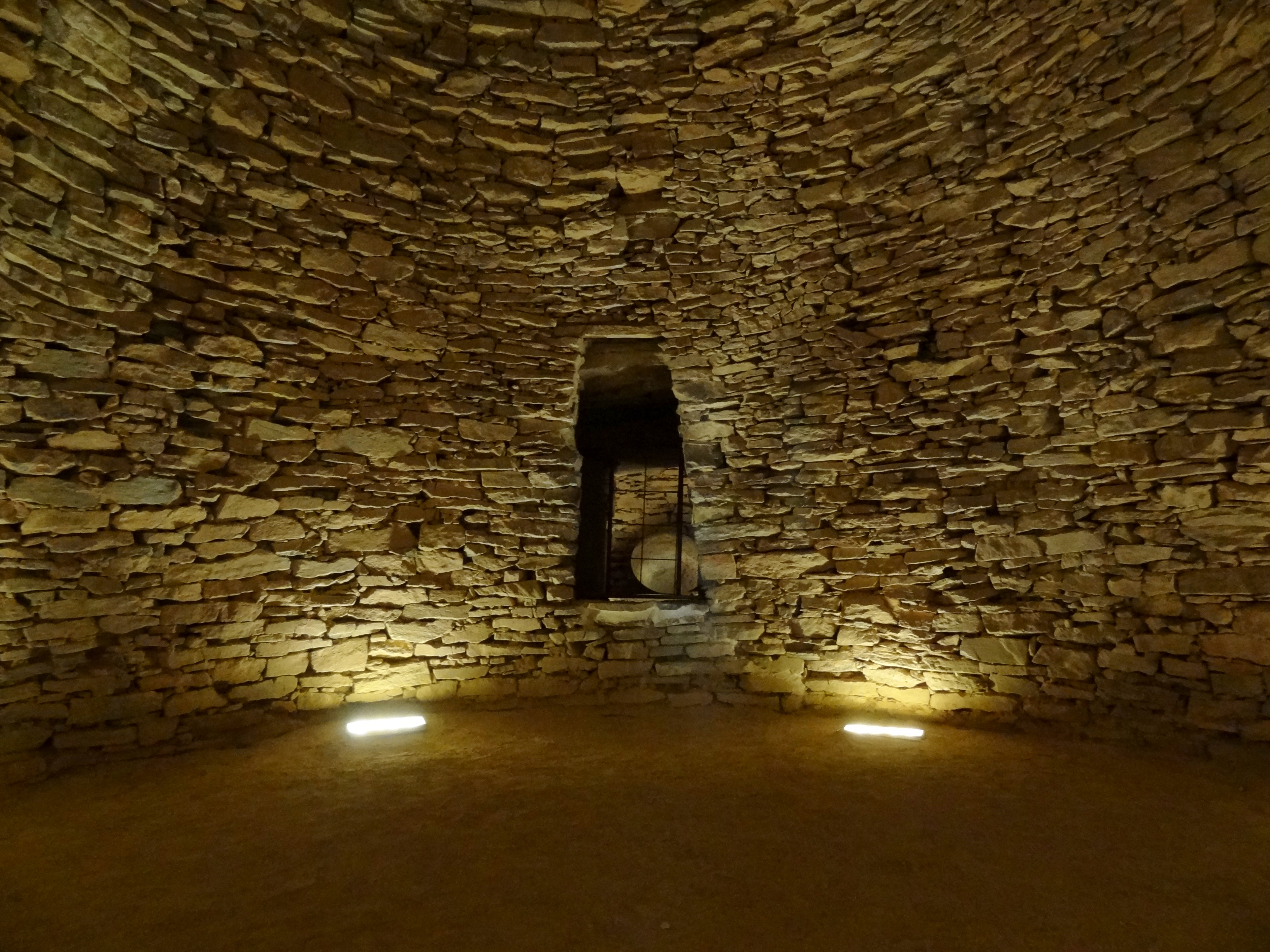
Tholos de El Romeral
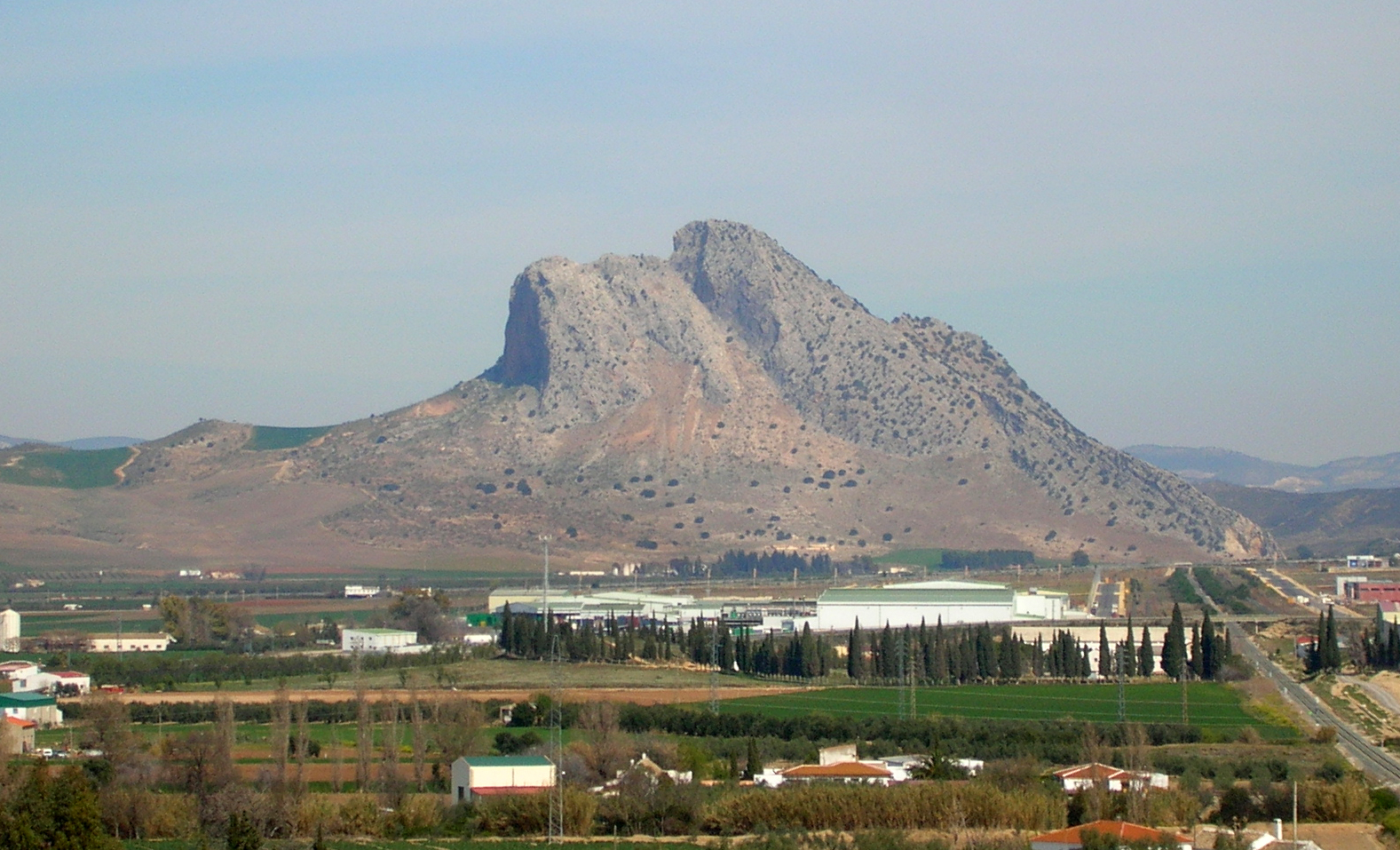
Peña de los Enamorados
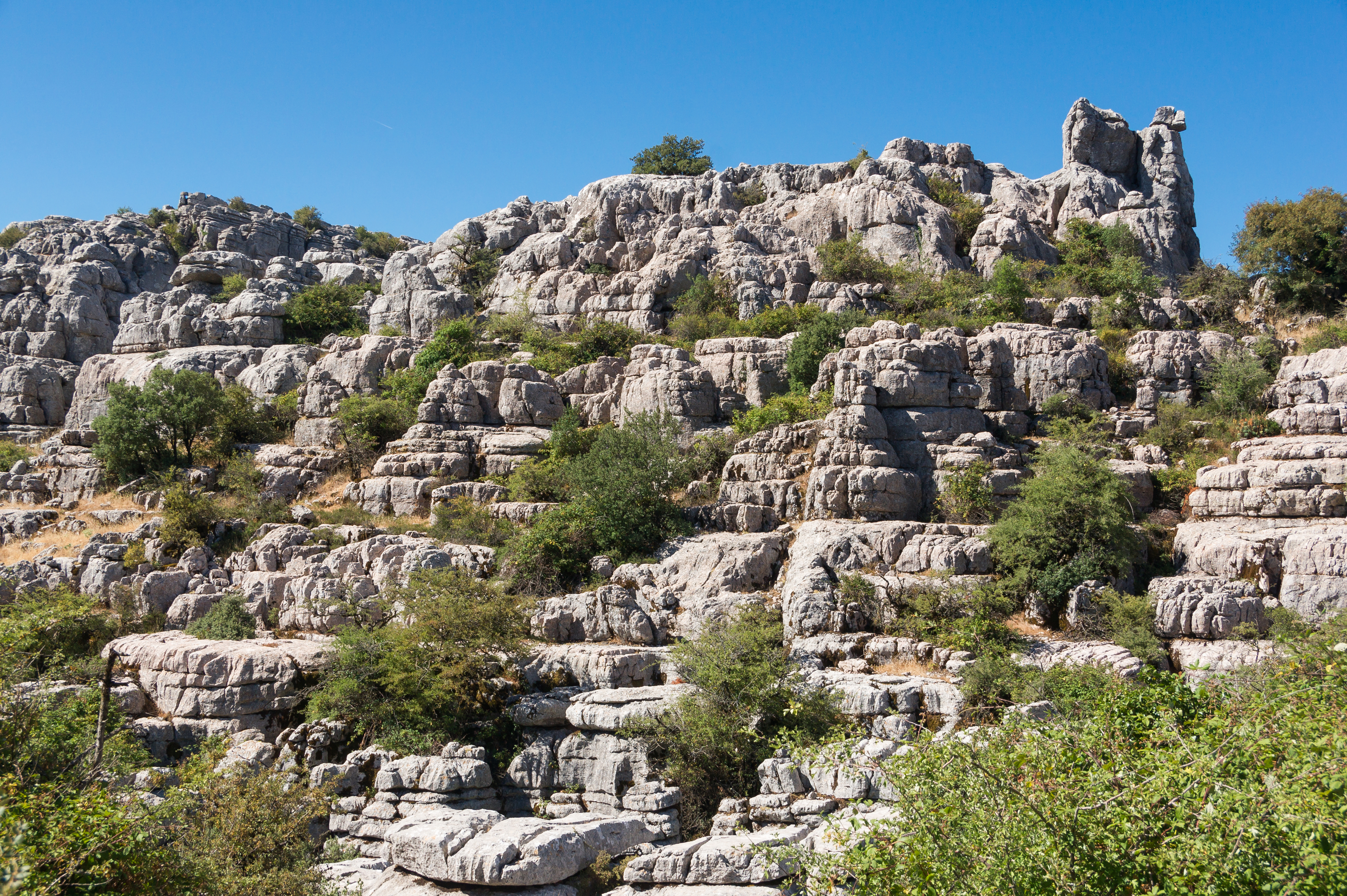
El Torcal de Antequera